# Архипово (Курганская область)
Архипово — деревня в Щучанском районе Курганской области. Входит в состав Песчанского сельсовета.

## История
До 1917 года входила в состав Песчанской волости Шадринского уезда Пермской губернии. По данным на 1926 год состояла из 104 хозяйств. В административном отношении входила в состав Утичьевского сельсовета Песчанского района Шадринского округа Уральской области.

## Население
| 1989 | 2002 | 2010 |
| ---- | ---- | ---- |
| 104  | ↘67  | ↘44  |

По данным переписи 1926 года в деревне проживало 546 человек (242 мужчины и 304 женщины), в том числе: русские составляли 100 % населения.